# Søe-Lieutenant-Selskabet
Søe-Lieutenant-Selskabet er et dansk selskab for søofficerer, stiftet 1784 af H.C. Sneedorff, Henrik Gerner, Sigvart Urne Rosenvinge m.fl. Foreningen er både et krigsvidenskabeligt selskab og en standsforening. Selskabet uddeler forskellige legater og priser. Selskabet er det næst ældste af sin art i verden, og er specielt idet alle medlemmer er lige i selskabet uanset militær rang. Bestyrelsen kan dog kun vælges blandt yngre officerer med rang af Søløjtnanter (Løjtnant eller Premierløjtnant) eller Kaptajnløjtnanter.
”Selskabets formaal er, at indbyrdes ibalndt dets ordentlige Medlemmer, at udbrede ved fælleds hjælp alle de Kundskaber, hvilke kunne nytte den danske Søoffice
Selskabet har til huse i Kommandantgården på Kastellet i København. Formanden er kaptajnløjtnant Jacob Jørgensen, og Kronprins Frederik er protektor for Selskabet.
Selskabet udgiver Tidsskrift for Søvæsen 

## Historie
Det menes, at selskabet blev grundlagt af Premierlieutenant H.C. Sneedorff unde tilskyndelse af marinens fabriksmester, Kommandørkaptajn Henrik Gerner, og at det stiftende møde fandt sted den 17. september 1784. Selskabet anses derfor for det næstældste krigsvidenskabelige selskab i verden. (Det svenske ”Kungliga OrlogsmånnaSålskapet grundlagt 15. november 1771 regnes for verdens ældste)
Der findes spredt korrespondance omkring selskabet i forbindelse med lovkommissionen 1786, men det mest håndfaste bevis for selskabets oprettelse er det segl, som selskabet i oktober 1790 indkøbte for 6 rigsdaler, og her anførte 1784.
H.C. Sneedorff, der gjorde tjeneste på linjeskibet Oldenborg, blev i sine udtagelser beskrevet som ” -ej aleeneste en habil Officere, men endog besidder mange smukke videnskaber, som gør ham æret af alle ” . De første år blev havde selskabet ikke noget officielt navn, og fik først navnet Søe-Lieutenant-Selskabet, i forbindelse med vedtagelse af ny lov den 15. marts 1790.
Søe-Lieutenant-Selskabet blev grundlagt med det formål, at yngre officerer og kadetter fik mulighed for at dygtiggøre sig forud for de årlige øvelser (evoleringer), på Københavns Red. Medlemmerne havde mødepligt og pligt til at aflevere afhandlinger til selskabet. En stor del af disse afhandlinger og selskabets øvrige arkivalier, forsvandt i forbindelse med flådens ran og Københavns bombardement i 1807. Her var selskabets arkiver blevet overført til Søkortarkivet på Gammelholm, men efter englænderne havde trukket sig tilbage kunne selskabet konstatere at ” -Skabet med alt deri værende ruineret og iturevet af de Engelske”.
Selskabet havde i perioder ingen aktivitet, da medlemmerne var i krig. (bl.a. 1793 -1802), og igen fra 1807  og frem til 1815, og havde have meget få medlemmer frem til 1852. Her blev der bl.a. vedtaget en lovændring, der hidtil havde forhindret offentliggørelse af de indleverede afhandlinger, så det nu i stedt blev muligt at aflevere en prisopgave til bedømmelse.
Samtidigt overtog selskabet Archiv for Sövæsenet  (stiftet 1826, nu Tidsskrift for Søvæsen). Tidsskrift for Søvæsen har siden 1900 været selskabets medlemsblad.
I 1927 blev Det SøeMilitaire Kaart-Archiv og Bibliotheks Selskabet nedlagt, og dets formue blev skænket til Søe- Lieutenant- Selskabet. Samtidigt blev det muligt for alle tjenestegørende officerer såvel om officerer, der var pensioneret i nåde, at bliver medlemmer.
Under den tyske besættelse af Danmark 1940-1945, forsætter selskabet deres mødeaktiviteter frem til den 29. august 1943, hvor aktiviteterne indstilles. Efter befrielsen afholder selskabet sit første møde den 6. november 1945, hvor Viceadmiral Vedel taler om ”Søværnet og fremtiden”.

## Lokaler
Selskabet havde i sine første tid til huse sammen med Søkadetakademiet (Officersskolen), på Amalienborg Slot, og flyttede senere sammen med Det Sømilitaire Kaart-Archiv og Bibliotheks Selskabet, til Krokodillegade 22, hvor det havde til huse frem til 1882 sammen med Søofficersforeningen (stiftet 1859 med et selskabeligt og kammeratligt formål). De følgende år holdt de to foreninger til på skiftende adresser i København, blandt andet på Kongens Nytorv og i Odd Fellow Palæet.
Fra 1942 holdt selskabet til sammen med Søofficersforeningen i lokaler i Søkvæsthuset, indtil dette blev sat til salg af Forsvarsministeriet i 2015. Det sidste møde i selskabet i disse lokaler blev afholdt d. 29. marts 2016. I oktober samme år, flyttede selskabet sammen med Søofficersforeningen ind i Kommandantgården på Kastellet i København.

## Politik
Selskabet har i perioder været i konflikt med Søværnets militære og forsvarets politiske ledelse. Alligevel er det kun sket ganske få gange i selskabets 250- årige historie, at selskabet har udtalt sig direkte om forsvarspolitik.
I starten af 1900- tallet var selskabet meget aktivt, bl.a. på grund af stigende intern spænding med hæren. Chefen for Søværnet mente ikke at det tilkom selskabet at diskutere forsvars spørgsmål, og i 1908 nedlagde Marineministeriet forbud mod, at landets forsvar blev diskuteret i selskabet.
I 1920’erne var der den politisk diskussion om hvorvidt hæren og søværnet burde nedlægges og erstattes af et neutralitetsværn. Selskabet producerer en tryksag i 110.000 eksemplarer, der fordeles til hver 9. husstand i landet, og hvor der blev redegjort for søværnets betydning for at Danmark ikke blev inddraget i 1. verdenskrig.
Den 16. marts 1932 blev der i Landstinget fremsat lovforslag, der i praksis ville betyde en katastrofal nedskæring af flåden.  Samme dag nedsatte selskabet et udvalg, der fremkom med en rapport om konsekvenserne for flåden og Danmark, hvis lovforslaget blev vedtaget. Rapportens konklusion blev offentligt bakket op af chefen for søværnet Viceadmiral Wenck . Loven blev trods modstand vedtaget, og Viceadmiral Wenck blev afskediget med udgangen af juni 1932.  1. juli 1932 blev Viceadmiralen udnævnt til æresmedlem i selskabet.
Umiddelbart efter Danmarks besættelse 9. april 1940, var der i utilfredshed med søværnets chef, Viceadmiral Rechnitzer. I selskabet ønskede formanden, E.J Saabye, at selskabet skulle ekskludere Rechnitzer. Dette kunne der ikke samles flertal for, men søværnets øverste ledelse udtrykte i stedet deres mistillid til admiralen, der efterfølgende meldte sig ud af Søofficersforeningen og SLS, hvorefter han søgte og fik bevilget sin afsked fra flåden 10 maj 1940.
Sidste gang selskabet direkte har deltaget i den politiske debat var i 2010, hvor selskabet henvendte sig til politikerne med en advarsel om konsekvenserne for søværnets evne til at beskytte danske kyster, hvis de sidste 8 skibe af StandarFlex klassen blev udfaset. Udtagelsen blev bakket op af, på daværende tidspunkt pensionerede Flotilleadmiral, Niels C. Borck. Ingen andre ledende officerer måtte udtale sig, idet Forsvarskommandoen havde pålagt tjenestegørende officerer ikke at udtale sig.

## Selskabet i dag
Selskabets love har ændret sig gennem tiden, men formålet med foreningen er stadig at fremme de kundskaber, som kan gavne dets medlemmer, og dermed det danske søværn gennem udveksling af tanker, anskuelser og oplysninger, og hvor alle søofficerer skal her skal have lov til at ydre sine meninger uden at blive irettesat i det tjenstlige system, og det er stadig meningen, at medlemsbladet skal virke  som en talerør i den offentlige debat omkring sømilitære spørgsmål.

## Formænd
Denne liste er ufuldstændig; hjælp gerne med at udfylde den.
- 1910-1912: Einar M. Gyldenkrone
- 1912-1914: Cai Schaffalitzky de Muckadell
- 1918-1919: Carl Hammerich